# MSXPLAYer
MSXPLAYer（エムエスエックス・プレイヤー）とは、MSX2以降の規格をアプリケーション上で再現した公式エミュレータである。

## 概要
Marat FayzullinのMSXエミュレータ「fMSX」をベースにして、MSXアソシエーションが開発した公式エミュレータである。MSXturboRに相当する。Windows版とPocket PC 2002版が存在する。これは現在多く発表されている公式エミュレータによるレトロゲーム配信の草分けとなった。『MSXマガジン 永久保存版』の付録CD-ROMにMSXPLAYerが入っている。限定生産されたUSB接続の「MSXゲームリーダー」を使用することでMSX用のROMカートリッジのゲームを楽しむことができる。MSXマガジン永久保存版2号ではBASICコンパイラ「べーしっ君」の命令も使用できる。MSXマガジン永久保存版3号が後期バージョンでMSX実機の再現度も高くなっている。
正式名称は「MSXPLAYer」で「MSX」と「PLAYer」の間に文字は入らないとされる。
なお、MSX規格の規定によりMSXロゴを使用することができないため、MSXロゴをベースにした独自のロゴマークを使用している。このような過去のハードやソフトを公式のエミュレータとして販売した事例は2002年当時ではきわめて珍しく、後のエミュレータによるソフト販売や旧ハードソフトウェアのリメイクなどの企画に大きな影響を与えている。